# Beeldveldmeter
Een beeldveldmeter is een stukje millimeterpapier dat onder de microscoop bekeken wordt om na te gaan hoe groot het zichtbare gebied is bij de verschillende vergrotingen.